# Seleste
Seleste fue una banda argentina de rock liderada por David Lebón, representa el eslabón entre Polifemo y Serú Girán. Entre 1977 y 1978 tocaron en diversos teatros, pero la presentación más importante fue el 10 de diciembre en el teatro Estrellas, con tanta demanda de localidades que debieron repetir el show una semana más tarde.
En 1980 Lebón editó su segundo disco solista, para el cual bautizó a su banda soporte con el nombre Seleste, aunque la formación era absolutamente otra: Pedro Aznar (teclados), Alejandro "Golo" Cavoti (guitarra), Rinaldo Rafanelli (bajo), Diego Rapoport (teclados) y Pomo (batería).